# Ghostery
Ghostery是一款适用于Chrome与Firefox浏览器的隐私保护扩展，用于阻断各类跟踪器。

## 跟踪防护
Ghostery能够阻断包括广告、成人广告、社交媒体、音频播放器在内的多种跟踪器并向使用者报告浏览网站跟踪行为。

## 争议
2013年，Ghostery被发现在默认设置下会勾选“数据分享”，以收集用户数据出售予广告公司，而这些数据将被用于改善跟踪器代码，躲避用户的反制措施。